# Josep Gonzalvo
Josep Gonzalvo, spanyol változatban José Gonzalvo, gyakran Gonzalvo II (Mollet del Vallès, 1920. január 16. – Barcelona, 1978. május 31.) spanyol labdarúgó, középpályás, illetve hátvéd.

## Családja
Két testvére, Juli (Gonzalvo I) és Mariano (Gonzalvo III) szintén neves labdarúgók voltak a maguk korában. Josep és Mariano együtt szerepeltek az 1950-es vb-n is.

## Pályafutása
Gonzalvo és testvérei a Mollet del Vallès nevű kisvárosban születtek. 1941-ben kezdődött felnőttkarrierje, katonai szolgálata idején a Ceuta játékosa volt a másodosztályban. 1943-ban a Sabadell játékosa lett, ahol idősebb testvérével, Julival játszhatott együtt. 1943. szeptember 26-án mutatkozott be az első osztályban, egy Sevilla elleni 5–2-es vereség alkalmával.
Mindössze egyetlen sabadelli szezon elteltével a korszak egyik legsikeresebb csapata, a Barcelona szerződtette, ahol bátyja után ezúttal öccse, Mariano lett a csapattársa. Katalónia fővárosában az ott töltött hat év alatt 198 összecsapáson lépett pályára, ebből közel százötven bajnoki. Összesen öt gólt szerzett a Barcelonában, ebből hármat a liga találkozóin. A hat ott töltött idény alatt három bajnoki címet ünnepelhetett a „blaugrana” színeiben. 1950-ben visszavonult, azonban két év múlva visszatért, és egy szezont eltöltött még Zaragozában.
1948 és 1950 között nyolc találkozón pályára lépett a spanyol válogatottban, valamint részt vett az 1950-es vb-n, ahol a spanyol csapat negyedik helyen végzett. A spanyolon kívül meg lett hívva a katalán nemzeti 11-be is.
1963-ban rövid időre belekóstolt az edzősködésbe, amikor korábbi csapattársát, Kubala Lászlót váltotta. Mivel tréneri megbízása csak ideiglenes volt, ezért mindössze tizenöt meccsen ült a kispadon. Ezalatt a fél év alatt is sikerült a gárdával egy kupagyőzelem.

## Sikerei, díjai

### Játékosként
- Bajnok: 1944-45, 1947-48, 1948-49
- Szuperkupa-győztes: 1945, 1949
- Latin kupa-győztes: 1949

### Edzőként
- Kupagyőztes: 1962-63